# Puntius jerdoni
Puntius jerdoni es una especie de peces de la familia Cyprinidae en el orden Cypriniformes. Los machos pueden llegar alcanzar los 46 cm de longitud total. Es un pez de agua dulce que se encuentra en la India, al sur de Karnataka, Kerala, Tamil Nadu y Maharashtra.